# Berlin (Schiff, 1894)
Die Berlin war ein Passagierschiff des britischen Eisenbahnunternehmens Great Eastern Railway, das von 1894 bis 1907 als Fähre diente und Passagiere und Fracht von der englischen Hafenstadt Harwich nach Hoek van Holland (Niederlande) beförderte. Am 21. Februar 1907 wurde das Schiff in einem Sturm auf die nördliche Mole von Hoek van Holland geworfen und zerbrach in zwei Teile. Durch den Sturm wurde die Rettung der 143 Passagiere und Besatzungsmitglieder stark behindert, sodass nur 15 Menschen gerettet werden konnten.

## Das Schiff
Die Berlin entstand auf der Werft Earle’s Shipbuilding and Engineering Company im nordenglischen Hull und lief am 10. Januar 1894 vom Stapel. Im März 1894 wurde das Schiff fertiggestellt. Eigner war die 1862 gegründete britische Eisenbahngesellschaft Great Eastern Railway (GER), die ein breites Schienennetz in der Region East Anglia betrieb und daneben auch über eine Flotte von Dampfschiffen verfügte. Die Schiffe fuhren ab Harwich an der Küste von Essex, einem der wichtigsten Fährhäfen des Vereinigten Königreichs, von dem noch heute wichtige Fährverbindungen in die Niederlande und nach Dänemark führen.
Die Berlin hatte zwei Schwesterschiffe, die Amsterdam (1.745 BRT) und die Vienna (1.753 BRT), die auch beide 1894 in Dienst gestellt wurden. 
Das aus Stahl gebaute, 92,2 Meter lange und elf Meter breite Dampfschiff war mit zwei Propellern ausgestattet und wurde mit Dreifachexpansions-Dampfmaschinen angetrieben, die 5.800 PSi erreichten und dem Schiff eine maximale Geschwindigkeit von 18 Knoten ermöglichten. Die Berlin pendelte in einem regelmäßigen Linienverkehr zwischen Harwich und Hoek van Holland bei Rotterdam. Sie konnte dabei 218 Passagiere in der Ersten und 210 in der Zweiten Klasse befördern.

## Untergang
Am Mittwochabend, dem 20. Februar 1907 gegen 22 Uhr, legte die Berlin zu einer weiteren Überfahrt durch die Nordsee nach Hoek van Holland ab. An Bord waren 90 Passagiere und 53 Besatzungsmitglieder. Ihr Kapitän, der 44-jährige John Precious aus Dovercourt, war seit 26 Jahren bei der Great Eastern Railway und war einer ihrer renommiertesten Schiffsführer. Direkt nach dem Ablegen geriet das Schiff in heftige, aus Südwest kommende Starkwinde. Als jedoch am folgenden Morgen der Hafen von Hoek van Holland sicher erreicht wurde, gingen die meisten davon aus, das Schlimmste überstanden zu haben. Das Schiff passierte die Hafeneinfahrt und näherte sich der Pier. Die Passagiere bereiteten sich auf das Ausschiffen vor. Gegen 05.45 Uhr wurde die Berlin jedoch von einer Orkanbö erfasst und gegen die nördliche Mole, das Noorderpier, geworfen. Der Dampfer wurde noch zwei weitere Male von starken Wogen erfasst und prallte gegen die Mole.
Beim dritten Mal zerbrach die Berlin in zwei Teile. Der vordere Teil ging sofort unter, wodurch die meisten Menschen darauf ins Wasser geschleudert wurden und ertranken. Die Heckpartie, an der sich mehrere Passagiere festklammerten, ragte noch aus dem Wasser. Die Passagiere an Bord eines vorbeifahrenden Schiffs, der Amsterdam der Holland-America Line, konnten die Schreie der Schiffbrüchigen hören. Der Sturm befand sich auf seinem Höhepunkt, was die Rettungsversuche stark behinderte. Wegen der hohen Wellen sah es zunächst so aus, als sei die Berlin komplett gesunken; das noch emporragende Heck wurde erst später bemerkt. Die neunköpfige Mannschaft des Rettungsboots des Hafens von Hoek van Holland, die President van Heel (Kapitän Jensen), versuchte sich dem Schiff zu nähern, wurde aber immer wieder von den Wellen zurückgedrängt. Auch ein Schlepper beteiligte sich an der Rettungsaktion. Der Passagier Captain Parkinson, ein Schiffskapitän aus Belfast, war vorerst die einzige Person, die gerettet werden konnte. Ein Mann namens Martijn Sperling setzte mit einer Yawl des Bergungsschiffs Van der Tak zur Berlin über und schaffte es, drei Frauen zu retten.
Insgesamt wurden sechs weibliche und vier männliche Passagiere sowie fünf männliche Besatzungsmitglieder lebend geborgen. Dies waren die einzigen Überlebenden des Unglücks. 128 Menschen ertranken (48 Besatzungsmitglieder und 80 Passagiere) in nächster Nähe zum Ufer. Die zu Dutzenden angespülten Leichen wurden auf der Anlegestelle der Holland-America Line aufgereiht. Unter den Todesopfern waren Arthur Herbert, ein diplomatischer Kurier des englischen Königs, der Diplomatengepäck für Berlin, Kopenhagen und Teheran mit sich führte; der Sohn des ehemaligen Mitglieds des britischen Parlaments Alfred Davies; der Reitsportler John F. Rollason; der niederländische Geschäftsmann Hendrik-Jan Spijker (einer der Mitbegründer des Automobilherstellers Spyker); William Dearborn Munroe, Geschäftsführer der Arctic Coal Company; die Berliner Varietésängerin Lotte Wetterling (Ehefrau von Theodor Bertram) sowie 19 Angehörige des Mannheimer Nationaltheaters und der Dresdner Semperoper, die von einem Engagement am Londoner Royal Opera House zurückkehrten. Mit 128 Toten war der Untergang der Berlin das schwerste Schiffsunglück in der Geschichte der Great Eastern Railway und der Stadt Hoek van Holland.

## Filmaufnahmen
Filmteams der niederländischen Filmgesellschaft Alberts Frères sowie die britische Warwick Trading Company filmten die Rettungsversuche und den Untergang der Berlin. Neben der Krönung und Hochzeit von Königin Wilhelmina waren diese Filme die einzigen niederländischen Aufnahmen, die in den frühen Jahren des Films internationale Aufmerksamkeit erregten. Die niederländische Produktionsfirma Filmfabriek F.A. Nöggerath machte daraus den Film Hoek van Holland nach der Katastrophe. Der Schiffbruch des Dampfers Berlin, welcher 1907 auch in Deutschland ein breites Publikum fand. Der niederländische Fernsehsender Andere Tijden strahlte die seltenen Aufnahmen am 1. März 2007 aus.